# Kasteel van Chantilly
Het Kasteel van Chantilly (Frans: Château de Chantilly) bevindt zich in de vallei van de Nonette, een zijrivier van de Oise. Het staat ongeveer 40 kilometer ten noorden van het centrum van Parijs. Het kasteel staat op de plek van een middeleeuws fort en bestaat uit verschillende delen:
- het Petit Château, ook het Kapiteinshuis, dat dateert uit de 16e eeuw en nog in oorspronkelijke staat is,
- de Grote Stallen (Grandes Écuries) uit de 18e eeuw, tegenwoordig in gebruik als museum en
- het Château Neuf, oorspronkelijk eveneens uit de 16e eeuw, gedurende de Franse Revolutie verwoest.

Het huidige bouwwerk is een 19e-eeuwse reconstructie in opdracht van Hendrik van Orléans, hertog van Aumale en jongste zoon van koning Lodewijk Filips. Deze bracht er zijn collectie schilderijen en antieke boeken onder en vermaakte het complex als Museum Condé aan het Institut de France. Het complex omvat voorts een parktuin van 115 hectare. Ook het Bos van Chantilly behoort tot het domein. Het stadje Chantilly is tijdens en na de Franse Revolutie ontstaan ten westen van het kasteel.

## Geschiedenis

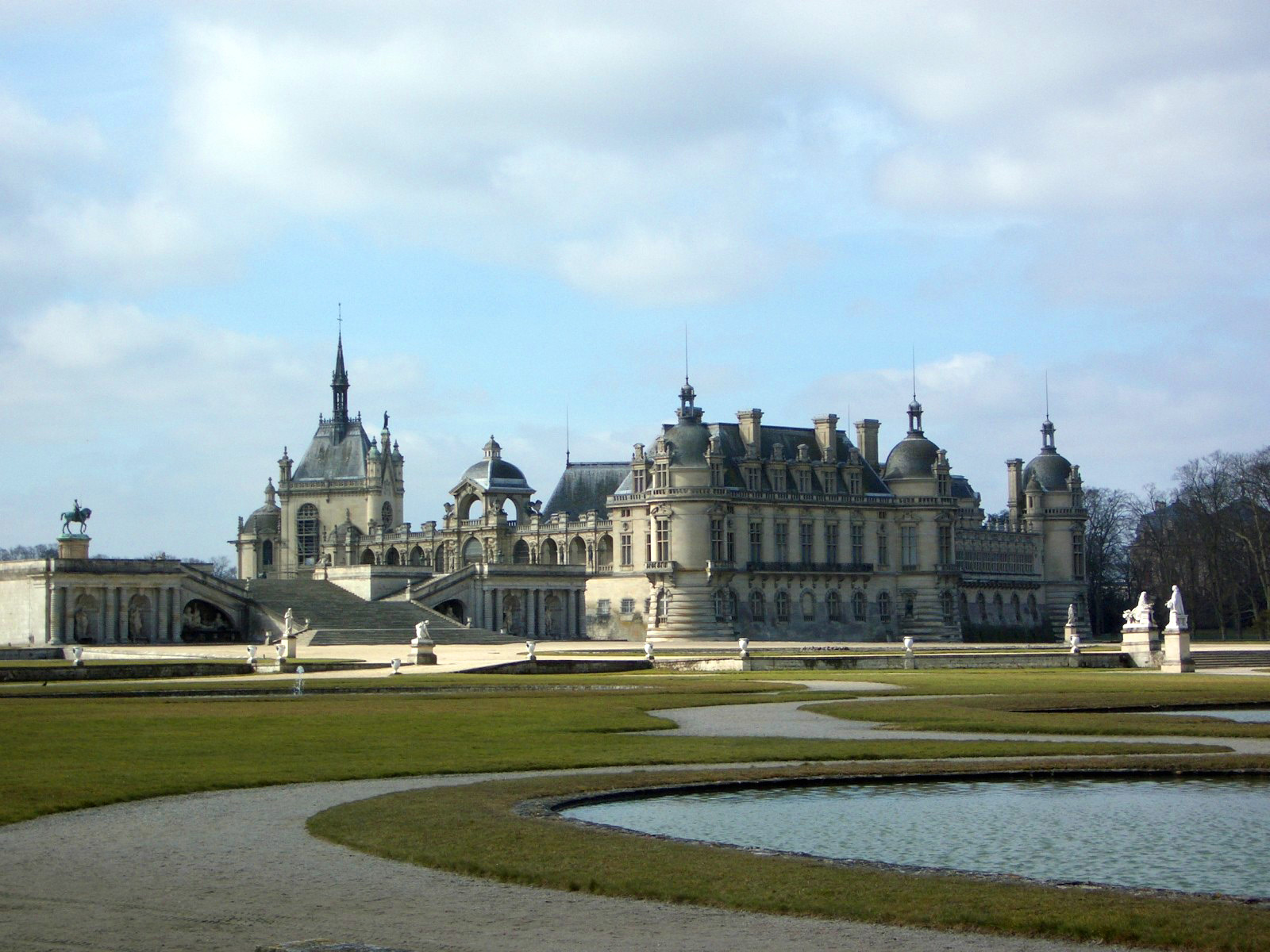
Chantilly vanaf de tuin

Het Kasteel van Chantilly was oorspronkelijk een middeleeuws fort, met zeven torens en omgeven door een slotgracht, van waaruit de route van Parijs naar Senlis werd gecontroleerd. De burcht behoorde aanvankelijk toe aan Guy de Senlis, bottelier van koning Lodewijk VI aan het eind van de 11e eeuw. De familie nam de naam Bouteiller aan en beheerde het kasteel tot de 14e eeuw, tot het in 1358  tijdens de Jacquerie werd geplunderd. Het werd in 1386 aan Pierre  verkocht, voormalig kanselier van Karel V van Frankrijk. Deze liet het kasteel tussen 1386 en 1394 herbouwen. De laatste d'Orgemont laat in 1484 Chantilly aan zijn neef Willem baron de Montmorency na.

## De periode-Montmorency
De rijke en machtige familie de Montmorency had het kasteel van de 15e tot de 17e eeuw in bezit en voerde in die periode ingrijpende moderniseringen door. Het meest illustere lid van deze familie, Anne van Montmorency, oppermaarschalk en de eerste hertog, liet de burcht in 1528 renoveren. Het Petit Château werd in 1551 door de architect Jean Bullant toegevoegd, die ook al zijn kasteel van Ecouen had verbouwd. Hij liet in 1538 het terras aanleggen met daarop een beeld van hemzelf te paard, maar dat werd tijdens de Franse Revolutie omgesmolten. Tevens werden er zeven kapellen gebouwd, waarvan er drie bewaard zijn gebleven. Hij is ook degene die de eerste tuinen laat aanleggen.
Hendrik I van Montmorency liet in het hogere gedeelte van het park het Maison de Sylvie bouwen, dat ook nu nog bestaat. Oorspronkelijk ontworpen om koning Hendrik IV van Frankrijk te ontvangen, werd het de schuilplaats van zijn eerste vrouw Antoinette, haar bijnaam was Sylvie, gedurende de Godsdienstoorlogen, tot haar dood.
Hendrik II van Montmorency, een van de machtigste Franse edelen, revolteerde tegen de Franse koning en Richelieu en werd in 1632 in Toulouse ter dood gebracht. Zijn bezittingen werden door Lodewijk XIII verbeurd verklaard. Het merendeel ervan werd aan zijn zusters teruggegeven, maar de koning hield Chantilly zelf om te gebruiken als jachtslot. In 1643 gaf Anna van Oostenrijk, echtgenote van Lodewijk XIII en na diens dood regentes, het landgoed terug aan de jongste zuster van Hendrik II, Charlotte, vrouw van Hendrik II van Bourbon-Condé. Hiermee kwam het in bezit van het huis-Condé, de jongere tak van het huis Bourbon.

## De periode-Condé
Het landgoed Chantilly was in de 17e en 18e eeuw de voornaamste bezitting van de prinsen van Condé, die een grote rol in de periode voor de Franse Revolutie zouden spelen. Lodewijk II van Bourbon-Condé, ook de Grote Condé genoemd, speelde als maarschalk een grote rol in de eindfase van de Dertigjarige Oorlog. In de burgeroorlog die volgde koos hij partij voor La Fronde tegen de koning en kardinaal Mazarin. Zijn landgoed werd daarom in 1652 geconfisqueerd, maar hij kreeg het in 1659 met de Vrede van de Pyreneeën terug.
Hij richtte ver van Versailles al zijn aandacht op de verfraaiing van zijn landgoed. Het park liet hij door de beroemde landschapsarchitect André le Nôtre ontwerpen, die later ook Versailles zou ontwerpen. De Nonette wordt gekanaliseerd om de waterpartijen van het park te vullen, tezamen 25 hectare. Het geheel werd aldus in een perspectief van grandeur ingericht zoals het nu nog bestaat.
De Grote Condé ontving op Chantilly schrijvers als La Fontaine, Jean de La Bruyère, Jacques-Bénigne Bossuet, Madame de La Fayette en Madame de Sévigné. Er werden fantastische feesten gegeven. Molière schreef en speelde er zijn toneelstukken zoals Les Précieuses ridicules en Tartuffe. De keuken onder leiding van hofkok François Vatel is beroemd: in deze tijd wordt naar men zegt de slagroom, crème chantilly, uitgevonden.
Louis II bezegelde in april 1671 zijn verzoening met Lodewijk XIV met een ontvangst op het kasteel. Volgens Madame de Sévigné pleegde Vatel bij deze gelegenheid zelfmoord omdat het opdienen van het visgerecht te laat was, maar deze anekdote is nooit bevestigd.

## De 18e eeuw

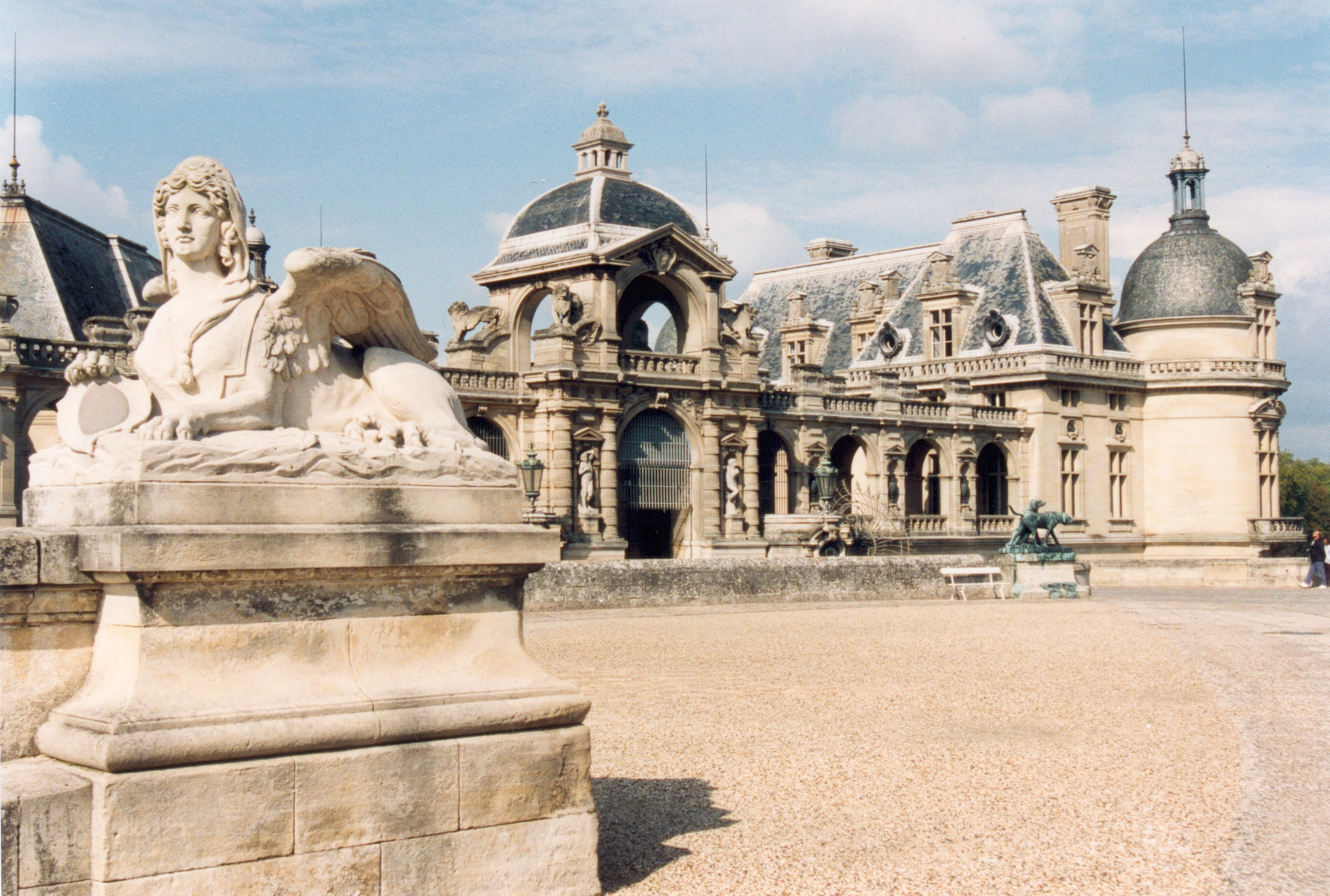

Henri Jules, bijgenaamd de Zotte (1643-1709), liet het paleis door de architecten Jules Hardouin-Mansart en Jean Albert verder uitbreiden. Deze laatste bouwde tussen 1723 en 1726 ook de Grote Stallen voor Lodewijk IV van Bourbon-Condé (1692-1740), ook Mijnheer de Hertog genoemd. Deze hertog, puissant rijk geworden door de invoering van het bankbiljet, was enkele jaren eerste minister van Lodewijk XV en bijzonder gehecht aan dit paleis, maar hij kreeg er vanaf 1726 huisarrest. Hij liet de appartementen in het Petit Château decoreren en liet het eerste Franse porselein vervaardigen.
Mijnheer de hertog liet vanaf 1720 het oostelijke park inrichten, het Parc de la Caboutière, genoemd naar een gebouw waar Hollandse tulpen werden gecultiveerd. Diverse paden in het park werden beschaduwd door priëlen als groene zalen, onderling verbonden. In het park verscheen een gigantisch levend ganzenbord, compleet met gevangenis en put, dat tussen 1730 en 1770 een van de voornaamste attracties werd. In het Parc de Sylvie werd een groot labyrint aangelegd. Van al deze attracties is heden ten dage niets overgebleven.
Zijn zoon, Lodewijk V Jozef van Bourbon-Condé, voegde ook ettelijke verfraaiingen toe, waaronder het Kasteel van Enghien, een langwerpig classicistisch bouwwerk en een Engels-Chinese tuin.

## De Franse Revolutie en erna
Lodewijk V vluchtte na de Franse Revolutie en Chantilly werd in 1790 als Nationaal Erfgoed geconfisqueerd. Het werd in 1792 geplunderd en door de Nationale Garde verwoest, en daarna als gevangenis gebruikt. Het werd in 1799 voor ongeveer 100.000 franc in toenmalige aandelen verkocht. De kopers waren ondernemers die het om de bouwmaterialen was te doen, maar het lukte ze niet om alles te slopen voor de bouwmarkt instortte. De bijgebouwen blijven zo staan.
Het park ten westen van het kasteel, dat door Le Nôtre was ontworpen met de beroemde waterwerken, werd verkaveld. De hydraulische machine die het park van water moest voorzien bestaat nog. De Grote Stallen, eens ontvangstplaats voor koningen en heersers, werden door het leger bezet en daarom niet verwoest, en zijn nauwelijks beschadigd. Lodewijk V deed bij zijn terugkeer in 1815 de meest noodzakelijke reparaties, maar het park was niet in zijn geheel te redden omdat er inmiddels een weg doorheen liep. Zijn zoon liet het westelijk deel daarom tot een Engelse parktuin omvormen.

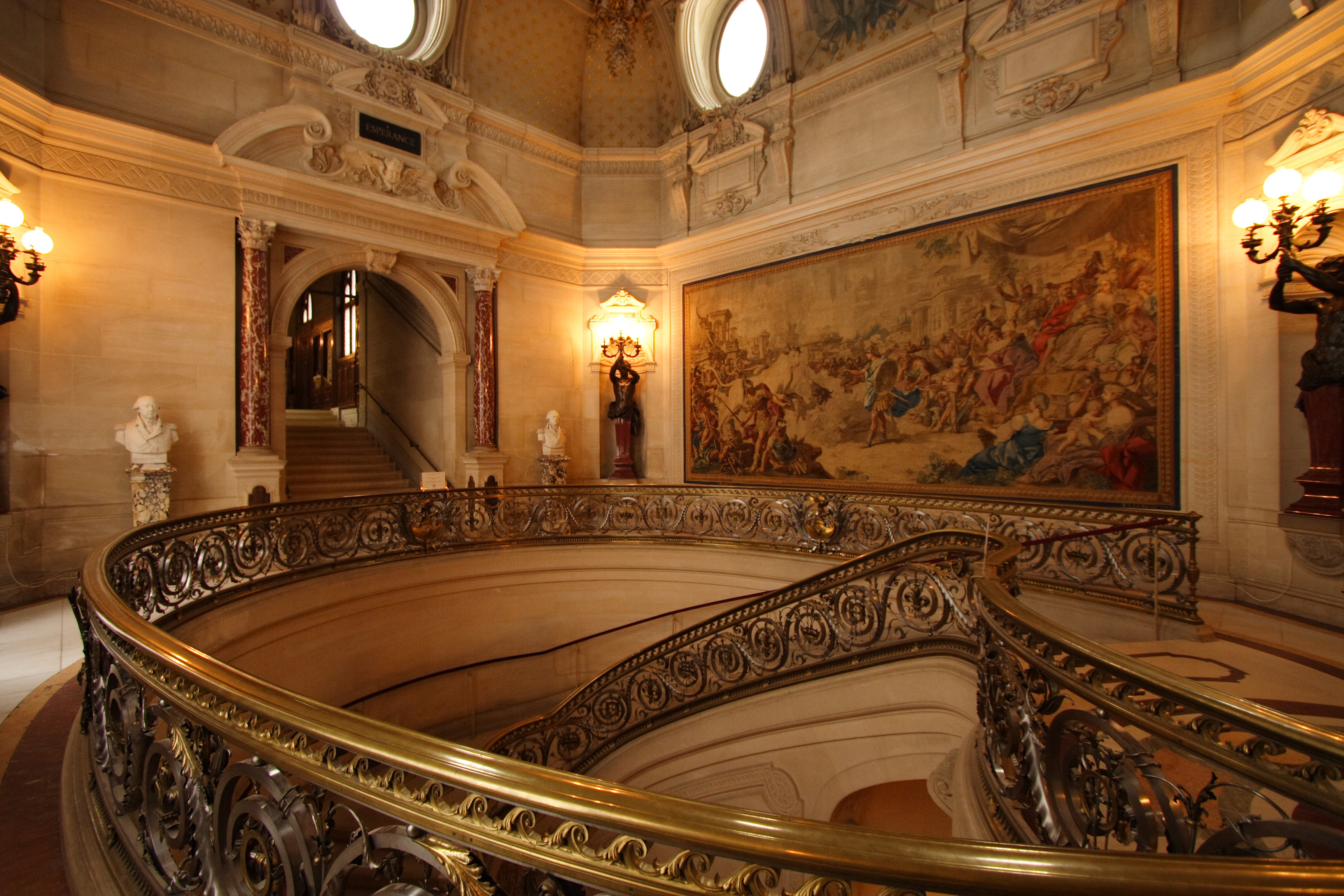
trappenhuis

Het landgoed ging na de dood van Lodewijk VI, de laatste Condé, op Hendrik van Orléans over, de jongste zoon van Lodewijk Filips I van Frankrijk. Van het schitterende paleis van vroeger is echter ternauwernood de begane grond over. Deze Henri zag tussen 1830 en 1848 ook geen kans het weer op te bouwen, en toen de revolutie uitbrak vluchtte hij naar Engeland, waar hij tot 1871 in Twickenham bleef, bij Londen. Zijn vrouw en twee zoons stierven er. Hij bouwde daar wel stukje bij beetje zijn kunstverzameling weer op. Terug in Frankrijk liet hij het paleis door de architecten Honoré Daumet en Eugène restaureren en bracht er zijn verzameling onder, de op een na grootste na die van het Louvre. Hij schonk per testament het kasteel en de verzameling kunstschatten en manuscripten in 1886 aan het Institut Français, met de bepaling dat geen van de manuscripten ooit het kasteel mocht verlaten.
Het huis werd in de Eerste Wereldoorlog nog als generaalskwartier gebruikt. Sindsdien is het een museum, het Musée Condé. Er zijn in het museum 800 schilderijen verzameld van onder andere Rafaël, Jean Antoine Watteau, Ingres, Corot en gravures van Albrecht Dürer, voorts 30.000 boeken waaronder de wereldberoemde Les Très Riches Heures du duc de Berry van de Nijmeegse gebroeders Van Lymborch, van omstreeks 1400.
De stallen zijn eveneens als museum in gebruik.
Het Kasteel van Chantilly heeft een zusterkasteel in Japan, Kasteel Himeji, dat op de Werelderfgoedlijst van de UNESCO staat.